# Thygater latitarsis
Thygater latitarsis är en biart som beskrevs av Urban 1967. Thygater latitarsis ingår i släktet Thygater och familjen långtungebin. Inga underarter finns listade i Catalogue of Life.